# Villars-lès-Blamont
 Villars-lès-Blamont  es una población y comuna francesa, en la región de Franco Condado, departamento de Doubs, en el distrito de Montbéliard y cantón de Hérimoncourt.

## Demografía
| 378 | 345 | 363 | 368 | 366 | 392 |
| Para los censos de 1962 a 1999 la población legal corresponde a la población sin duplicidades (Fuente: INSEE [Consultar]) |     |     |     |     |     |